# 女性恐惧症
女性恐惧症或恐女症是一种病态的对女性的恐惧，是一种特殊社交恐惧症。
女性恐惧症常常与厌女症混淆。厌女症是对女性的仇恨、蔑视和偏见。但是有些人认为如果在描述对女性的社会态度、而非病理层面时，这两个词的用法完全相同。 厌女的反义词是喜女 ，对女性的爱、尊重和赞赏。 

## 延伸閱讀
- 社交焦慮
- 特定恐懼症

- 男性恐懼症